# Sandstorm
"Sandstorm" is een nummer van de Finse dj en producer Darude. Het nummer verscheen op zijn debuutalbum Before the Storm uit 2000. Op 26 oktober 1999 werd het nummer uitgebracht als zijn debuutsingle.

## Achtergrond

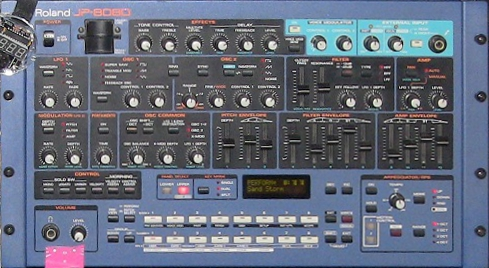
De Roland JP-8080-synthesizer die wordt gebruikt in "Sandstorm"; op het scherm zijn de woorden "sand storm" te zien.

"Sandstorm", een instrumentaal nummer, is geschreven door Darude onder zijn echte naam Ville Virtanen en geproduceerd door JS16, bekend als producent van Bomfunk MC's. Darude begon zijn carrière als happy hardcore-dj onder de naam Rudeboy met een moduletracker op zijn computer. Vervolgens speelde hij met Wille "Weirdness" Heikkilä in de Eurodance-groep Position 1 en werkte hij samen met andere dj's bij andere projecten. In de herfst van 1999 startte zijn samenwerking met JS16; na een week was "Sandstorm" het eerste nummer dat zij samen hadden gemaakt. De titel van dit nummer is afkomstig van de Roland JP-8080-synthesizer die wordt gebruikt in het nummer, waar de woorden "sand storm" op het scherm verschijnen als deze wordt opgestart. Darude was de eerste artiest die een contract kreeg bij de nieuwe platenmaatschappij van JS16, 16 Inch Records.
Darude plaatste veel van zijn trancenummers op de website MP3.com, waar hij een grote schare volgers aan het opbouwen was. Hieronder viel ook de volledige demo van "Sandstorm", waardoor er wereldwijd aandacht kwam voor dit nummer. Het werd vooral een grote hit in Europa, met een derde plaats in zijn thuisland Finland en een eerste plaats in Noorwegen. In het Verenigd Koninkrijk en Ierland kwam het nummer ook tot de derde plaats in de hitlijsten, en ook werd de Amerikaanse Billboard Hot 100 gehaald, waar het tot plaats 83 kwam. In Nederland werd het Dancesmash op Radio 538 en piekte het nummer respectievelijk op de veertiende en achtste plaats in de Top 40 en de Mega Top 100, terwijl in Vlaanderen de veertiende plaats in de Ultratop 50 werd gehaald.
In de videoclip van "Sandstorm" kijkt Darude met een koptelefoon toe hoe twee bewakers (een man en een vrouw) een vrouw met een koffer achtervolgen. Darude verschijnt op iedere plaats waar zij heen rennen. Aan het eind van de clip struikelt de vrouw met de koffer en verraadt de andere vrouw haar partner, die zij buiten westen slaat. De vrouwen nemen de koffer mee op een boot met Darude. De clip is opgenomen op verschillende locaties in de Finse hoofdstad Helsinki, waaronder de Domkerk van Helsinki en het Senaatsplein. Het was de eerste Finse videoclip die werd uitgezonden op de Amerikaanse versie van MTV.
"Sandstorm" is gebruikt in de films Fun with Dick and Jane, Filth en Under the Skin en in de eerste aflevering van het televisieprogramma Queer as Folk. Verschillende sporters gebruiken het nummer als opkomstmuziek, waaronder professioneel worstelaar Toru Owashi, MMA-vechter Wanderlei Silva, honkbalwerper Koji Uehara en darters Co Stompé en Jarkko Komula. Ook het basketbalteam ZZ Leiden gebruikt het nummer al seizoenen lang bij opkomst vlak voor de start van de game. Verder is het nummer uitgegroeid tot internetmeme nadat het vaak werd gebruikt als achtergrondmuziek door streamers op het videoplatform Twitch; het werd zo vaak gebruikt dat iedereen die vroeg om de titel van een willekeurig nummer het antwoord "Darude - Sandstorm" kreeg.

## Hitnoteringen

### VlaamseUltratop 50
| Hitnotering: 26-08-2000 t/m 11-11-2000 | Hitnotering: 26-08-2000 t/m 11-11-2000 | Hitnotering: 26-08-2000 t/m 11-11-2000 | Hitnotering: 26-08-2000 t/m 11-11-2000 | Hitnotering: 26-08-2000 t/m 11-11-2000 | Hitnotering: 26-08-2000 t/m 11-11-2000 | Hitnotering: 26-08-2000 t/m 11-11-2000 | Hitnotering: 26-08-2000 t/m 11-11-2000 | Hitnotering: 26-08-2000 t/m 11-11-2000 | Hitnotering: 26-08-2000 t/m 11-11-2000 | Hitnotering: 26-08-2000 t/m 11-11-2000 | Hitnotering: 26-08-2000 t/m 11-11-2000 | Hitnotering: 26-08-2000 t/m 11-11-2000 | Hitnotering: 26-08-2000 t/m 11-11-2000 |
| Week                                   | 1                                      | 2                                      | 3                                      | 4                                      | 5                                      | 6                                      | 7                                      | 8                                      | 9                                      | 10                                     | 11                                     | 12                                     |                                        |
| -------------------------------------- | -------------------------------------- | -------------------------------------- | -------------------------------------- | -------------------------------------- | -------------------------------------- | -------------------------------------- | -------------------------------------- | -------------------------------------- | -------------------------------------- | -------------------------------------- | -------------------------------------- | -------------------------------------- | -------------------------------------- |
| Nummer                                 | 36                                     | 25                                     | 19                                     | 14                                     | 15                                     | 14                                     | 16                                     | 18                                     | 24                                     | 31                                     | 34                                     | 50                                     | uit                                    |

### Nederlandse Top 40
| Hitnotering: 22-07-2000 t/m 14-10-2000 | Hitnotering: 22-07-2000 t/m 14-10-2000 | Hitnotering: 22-07-2000 t/m 14-10-2000 | Hitnotering: 22-07-2000 t/m 14-10-2000 | Hitnotering: 22-07-2000 t/m 14-10-2000 | Hitnotering: 22-07-2000 t/m 14-10-2000 | Hitnotering: 22-07-2000 t/m 14-10-2000 | Hitnotering: 22-07-2000 t/m 14-10-2000 | Hitnotering: 22-07-2000 t/m 14-10-2000 | Hitnotering: 22-07-2000 t/m 14-10-2000 | Hitnotering: 22-07-2000 t/m 14-10-2000 | Hitnotering: 22-07-2000 t/m 14-10-2000 | Hitnotering: 22-07-2000 t/m 14-10-2000 | Hitnotering: 22-07-2000 t/m 14-10-2000 | Hitnotering: 22-07-2000 t/m 14-10-2000 |
| Week                                   | 1                                      | 2                                      | 3                                      | 4                                      | 5                                      | 6                                      | 7                                      | 8                                      | 9                                      | 10                                     | 11                                     | 12                                     | 13                                     |                                        |
| -------------------------------------- | -------------------------------------- | -------------------------------------- | -------------------------------------- | -------------------------------------- | -------------------------------------- | -------------------------------------- | -------------------------------------- | -------------------------------------- | -------------------------------------- | -------------------------------------- | -------------------------------------- | -------------------------------------- | -------------------------------------- | -------------------------------------- |
| Nummer                                 | 22                                     | 20                                     | 18                                     | 15                                     | 14                                     | 14                                     | 17                                     | 14                                     | 15                                     | 17                                     | 19                                     | 23                                     | 31                                     | uit                                    |

### Mega Top 100
| Hitnotering: 24-06-2000 t/m 04-11-2000 | Hitnotering: 24-06-2000 t/m 04-11-2000 | Hitnotering: 24-06-2000 t/m 04-11-2000 | Hitnotering: 24-06-2000 t/m 04-11-2000 | Hitnotering: 24-06-2000 t/m 04-11-2000 | Hitnotering: 24-06-2000 t/m 04-11-2000 | Hitnotering: 24-06-2000 t/m 04-11-2000 | Hitnotering: 24-06-2000 t/m 04-11-2000 | Hitnotering: 24-06-2000 t/m 04-11-2000 | Hitnotering: 24-06-2000 t/m 04-11-2000 | Hitnotering: 24-06-2000 t/m 04-11-2000 | Hitnotering: 24-06-2000 t/m 04-11-2000 | Hitnotering: 24-06-2000 t/m 04-11-2000 | Hitnotering: 24-06-2000 t/m 04-11-2000 | Hitnotering: 24-06-2000 t/m 04-11-2000 | Hitnotering: 24-06-2000 t/m 04-11-2000 | Hitnotering: 24-06-2000 t/m 04-11-2000 | Hitnotering: 24-06-2000 t/m 04-11-2000 | Hitnotering: 24-06-2000 t/m 04-11-2000 | Hitnotering: 24-06-2000 t/m 04-11-2000 | Hitnotering: 24-06-2000 t/m 04-11-2000 | Hitnotering: 24-06-2000 t/m 04-11-2000 |
| Week                                   | 1                                      | 2                                      | 3                                      | 4                                      | 5                                      | 6                                      | 7                                      | 8                                      | 9                                      | 10                                     | 11                                     | 12                                     | 13                                     | 14                                     | 15                                     | 16                                     | 17                                     | 18                                     | 19                                     | 20                                     |                                        |
| -------------------------------------- | -------------------------------------- | -------------------------------------- | -------------------------------------- | -------------------------------------- | -------------------------------------- | -------------------------------------- | -------------------------------------- | -------------------------------------- | -------------------------------------- | -------------------------------------- | -------------------------------------- | -------------------------------------- | -------------------------------------- | -------------------------------------- | -------------------------------------- | -------------------------------------- | -------------------------------------- | -------------------------------------- | -------------------------------------- | -------------------------------------- | -------------------------------------- |
| Nummer                                 | 67                                     | 56                                     | 43                                     | 37                                     | 25                                     | 20                                     | 12                                     | 8                                      | 9                                      | 12                                     | 14                                     | 13                                     | 13                                     | 18                                     | 21                                     | 27                                     | 37                                     | 50                                     | 58                                     | 79                                     | uit                                    |

### NPO Radio 2 Top 2000
| Nummer met noteringen in de NPO Radio 2 Top 2000 | '18  | '19  | '20  | '21  | '22  | '23  | '24  |
| ------------------------------------------------ | ---- | ---- | ---- | ---- | ---- | ---- | ---- |
| Sandstorm                                        | 1513 | 1654 | 1481 | 1261 | 1433 | 1381 | 1270 |

1. ↑  Een vetgedrukt getal geeft de hoogste notering aan.
2. ↑  2018 was het eerste jaar met een notering voor dit nummer.